# Fight (YUIの曲)
「fight」（ファイト）は、YUIの21枚目のシングル。2012年9月5日にgr8!recordsから発売された。

## 解説
2011年11月発売のアルバム『HOW CRAZY YOUR LOVE』から10ヶ月ぶりの新曲。シングルとしては2011年10月発売の「Green a.live」から11ヶ月ぶりとなり、これは2008年後半の活動休止期間をはさんだ「SUMMER SONG」〜「again」と並んで過去最長のリリース間隔となる。
初回生産限定盤には前作「Green a.live」のビデオクリップが収録されたDVDが付属する。
タイトル曲は、YUIが2012年度NHK全国学校音楽コンクール中学校の部課題曲として作曲した合唱曲（編曲：松本望）を、本人の歌唱用に編曲しなおしたもの。歌詞は『リアリティー』が込められた内容と評されており、これについてYUIは「現実を受け止めることによって、新しい希望が必ず見えてくる」と述べている。
YUIが2012年末をもって活動を休止したため事実上のラストシングルとなったが、テレビ番組での披露はリリース時（活動休止発表前）に出演した音楽番組のみであり、活動休止前に出演した同年末の大型音楽番組においては、初出場となったNHK紅白歌合戦を含めて本曲を歌唱することは一切なかった。

## 収録曲
全曲、作詞/作曲：YUI
CD
1. fight (4:59)
  - 編曲：COZZi

第79回（2012年度）「NHK全国学校音楽コンクール」中学校の部課題曲。
NHK「みんなのうた」2012年8月 - 9月度使用曲。
YUIの曲では最長の演奏時間となっている。
2. If you (2:44)
  - 編曲： 近藤ひさし
3. Happy Birthday to you you 〜YUI Acoustic Version〜 (4:13)
  - 編曲：northa+

2ndアルバム『CAN'T BUY MY LOVE』収録曲のアコースティックバージョン。
4. fight 〜Instrumental〜 (4:58)

DVD
1. Green a.live -Video Clip-